# コタニジュンヤ
コタニ ジュンヤ（1980年 - ）は、日本の漫画家、アニメ作家、映画監督、プロデューサーである。大阪府出身。

## 作品

### アニメ
- 「絶望の怪物」（2019年 劇場公開)  － 第23回⽂化庁メディア芸術祭アニメーション部門審査委員会推薦作品[1]

### 漫画
- 「シェルダンユ」－ （ヤングマガジン第417回月間新人漫画賞 期待賞[2]）
- 「SMOに乗って」
- 「混変」
- 「SMO」
- 「ロングボーイ」
- 「幸運ノ対岸」－コミックフラッパー2011年5月号[3]
- 「殴られ仏 凹利くん」－コミックフラッパー2010年秋デジタル臨時増刊号（第3回MFコミック大賞 ステップアップ賞）[4]
- 「夏をこえて」

### その他
- 「星の終わり」（「絶望の怪物」主題歌) － 作詞[5]